# Crackers: The Christmas Party Album
Crackers: The Christmas Party Album är ett julalbum från 1985 av Slade.

## Låtlista
1. "Let's Dance"
2. "Santa Claus is Coming to Town"
3. "Hi Ho Silver Lining"
4. "We'll Bring the House Down"
5. "Cum On Feel the Noize" (re-recording)
6. "All Join Hands"
7. "Okey Cokey"
8. "Merry Xmas Everybody"
9. "Do You Believe in Miracles"
10. "Let's Have a Party!"
11. "Get Down and Get With It"
12. "My Oh My"
13. "Run Runaway"
14. "Here's to... (the New Year)"
15. "Do They Know It's Christmas?"
16. "Auld Lang Syne / You'll Never Walk Alone"

### 1999 års återutgåva
1. "Merry Xmas Everybody" (live)
2. "Let's Dance"
3. "Santa Claus is Coming to Town"
4. "We'll Bring the House Down"
5. "Cum On Feel the Noize" (nyinspelning)
6. "All Join Hands"
7. "Okey Cokey"
8. "Run Runaway"
9. "Do You Believe in Miracles"
10. "Get Down and Get With It" (nyinspelning)
11. "Mama Weer All Crazee Now" (re-nyinspelning)
12. "My Oh My"
13. "Here's to... (the New Year)"
14. "Auld Lang Syne / You'll Never Walk Alone"

## Medverkande

### Slade
- Noddy Holder -  sång, kompgitarr
- Dave Hill - sologitarr, bakgrundssång
- Jim Lea - basgitarr, klaviatur/synt, sång, producent
- Don Powell - trummor

### Additional credits
- Dave Garland - tekniker
- John Punter - producent
- Victor Herman - säckpipa på "Auld Lang Syne" (oangiven)

### Fotnoter
1. ↑  ”Crackers: The Christmas Party Album” (på engelska). Discogs. 11 mars 1985. http://www.discogs.com/Slade-Crackers-The-Christmas-Party-Album/master/366084. Läst 12 december 2014.